# Gnathochorisis kasparyani
Gnathochorisis kasparyani là một loài tò vò trong họ Ichneumonidae.